# Mesocolon
Il mesocolon è un meso, ovvero una plica (piega) del peritoneo, che avvolge uno o più tratti del colon collegandolo alla parete addominale posteriore.
In particolare, si differenziano due mesocolon:
- il mesocolon trasverso, che collega il colon trasverso con il retroperitoneo, generalmente all'altezza del pancreas;
- il mesocolon sigmoideo, o ileopelvico o mesosigma, che lega il colon sigmoideo alla parete pelvica.

Possono essere a volte sede di ematomi o altri espansi.